# Peggy Cummins
Pour les articles homonymes, voir Cummins (homonymie).
Peggy Cummins est une actrice britannique née le 18 décembre 1925 à Prestatyn, Pays de Galles (Royaume-Uni) et morte le 29 décembre 2017 à Londres.

## Filmographie
- 1947 : La Rose du crime (Moss Rose), de Gregory Ratoff : Belle Adair, alias Rose Lynton
- 1947 : Un mariage à Boston (The late George Apley), de Joseph L. Mankiewicz : Eleonor Apley
- 1948 : Alerte au ranch (Green Grass of Wyoming) de Louis King : Carey Greenway
- 1948 : L'Évadé de Dartmoor (Escape) de Joseph L. Mankiewicz : Dora Winton
- 1949 : Cet âge dangereux (That Dangerous Age), de Gregory Ratoff
- 1950 : Le Démon des armes (Deadly Is the Female ou Gun crazy), de Joseph H. Lewis : Annie Laurie Starr
- 1950 : Son grand amour (My Daughter Joy) de Gregory Ratoff
- 1953 : Au coin de la rue (Street Corner) de Muriel Box
- 1953 : Meet Mr. Lucifer d'Anthony Pelissier
- 1954 : La Loterie de l'amour (ou L'Amour en loterie) (The Love Lottery), de Charles Crichton : Sally, la gagnante du concours
- 1954 : Un fils pour Dorothy (To Dorothy a Son) de Muriel Box
- 1957 : En avant amiral ! (Carry On Admiral) de Val Guest
- 1957 : Train d'enfer (Hell Drivers), de Cy Endfield : Lucy, la secrétaire de Hawlett Trucking
- 1957 : Rendez-vous avec la peur (Night of the Demon), de Jacques Tourneur : Joanna Harrington
- 1960 : Dentist in the Chair, de Don Chaffey